# Kubok Ukraïny 1993-1994
La Kubok Ukraïny 1993-1994 (in ucraino Кубок України?) fu la 3ª edizione del torneo. La competizione iniziò il 1º agosto 1993 e terminò il 29 maggio 1994.

## Primo turno preliminare
| Squadra 1                   | Risultato       | Squadra 2                    |
| --------------------------- | --------------- | ---------------------------- |
| Bazhanovets Makiivka        | 2 – 3           | Stal' Alčevs'k               |
| Dynamo Luhansk              | 2 – 1           | Vahonobudivnyk Stakhanov     |
| Hirnyk Khartsyzk            | 1 – 4           | Metalurh Konstantynivka      |
| Avanhard Rovenky            | 2 – 0           | Khimik Severodonetsk         |
| Dynamo Vysokopillya         | 0 – 3           | Zirka Kirovohrad             |
| Polihraftekhnika Olexandria | 3 – 0           | Shakhtar Pavlohrad           |
| Metalurh Novomoskovsk       | 1 – 2           | Vorskla Poltava              |
| Avanhard Lozova             | 0 – 2           | Avtomobilist Sumy            |
| Blaho Blahoyeve             | 0 – 5           | EVIS Mykolaiv                |
| Evis-2 Mykolaiv             | 2 – 3           | Sport Club Odessa            |
| Torpedo Melitopol           | 1 – 2           | Metalurh Nikopol             |
| Druzhba Berdiansk           | –               | Azovets Mariupol             |
| Meliorator Kakhovka         | 1 – 0           | Tavria Kherson               |
| Artania Ochakiv             | 2 – 0           | Čornomorec'-2 Odessa         |
| Tytan Armyansk              | 1 – 3           | Voykovets Kerch              |
| Dynamo Saky                 | 1 – 1 (5–4 dcr) | Chaika Sevastopol            |
| Nyva Terebovlia             | 1 – 2           | Podillya Khmelnytskyi        |
| Khimik Velykyi Bychkiv      | 0 – 5           | Prykarpat'e Ivano-Frankivs'k |
| Khimik Sokal                | 1 – 3           | Skala Stryi                  |
| Pryladyst Mukacheve         | 2 – 0           | Zakarpattia Uzhhorod         |
| Football Club Lviv          | 2 – 1           | Halyčyna Drohobyč            |
| Karpaty Chernivtsi          | 4 – 1           | Intehral Vinnytsia           |
| Pokuttia Kolomyia           | 4 – 1           | Dnister Zalischyky           |
| Advis Khmelnytskyi          | 3 – 1           | Krystal Chortkiv             |
| Khimik Cherkasy             | 1 – 4           | Naftokhimik Kremenchuk       |
| Yavir Krasnopilya           | 1 – 2           | Naftovyk Okhtyrka            |
| Spartak Okhtyrka            | 0 – 2           | Desna Černihiv               |
| Sula Lubny                  | 2 – 2 (5–4 dcr) | Dynamo-2 Kyiv                |
| Krok Zhytomyr               | 0 – 0 (4–1 dcr) | Ros Bila Tserkva             |
| Pidshybnyk Lutsk            | 1 – 3           | Veres Rivne                  |
| Nyva-Borysfen Boryspil      | 1 – 0           | Khimik Zhytomyr              |
| Nyva Karapyshi              | 3 – 1           | Dnipro Čerkasy               |

## Secondo turno preliminare
| Squadra 1               | Risultato       | Squadra 2                    |
| ----------------------- | --------------- | ---------------------------- |
| Stal' Alčevs'k          | 6 – 3           | Dynamo Luhansk               |
| Metalurh Konstantynivka | 5 – 3           | Avanhard Rovenky             |
| Zirka Kirovohrad        | 1 – 2           | Polihraftekhnika Olexandria  |
| Vorskla Poltava         | 2 – 0           | Avtomobilist Sumy            |
| EVIS Mykolaiv           | 3 – 1           | Sport Club Odessa            |
| Metalurh Nikopol        | 2 – 1           | Druzhba Berdiansk            |
| Meliorator Kakhovka     | 1 – 2           | Artania Ochakiv              |
| Voykovets Kerch         | 1 – 0           | Dynamo Saky                  |
| Podillya Khmelnytskyi   | 1 – 2           | Prykarpat'e Ivano-Frankivs'k |
| Skala Stryi             | 2 – 0           | Pryladyst Mukacheve          |
| Football Club Lviv      | –               | Karpaty Chernivtsi           |
| Pokuttia Kolomyia       | 2 – 1           | Advis Khmelnytskyi           |
| Naftokhimik Kremenchuk  | 0 – 0 (5–3 dcr) | Naftovyk Okhtyrka            |
| Sula Lubny              | 1 – 5           | Desna Černihiv               |
| Veres Rivne             | 4 – 1           | Krok Zhytomyr                |
| Nyva-Borysfen Boryspil  | 3 – 0           | Nyva Karapyshi               |

## Sedicesimi di finale
| Squadra 1                    | Totale          | Squadra 2           | Andata | Ritorno |
| ---------------------------- | --------------- | ------------------- | ------ | ------- |
| Voykovets Kerch              | 0 – 4           | Čornomorec'         | 0 – 2  | 0 – 2   |
| Artania Ochakiv              | 0 – 7           | Metalurh Zaporizhia | 0 – 4  | 0 – 3   |
| Evis Mykolaiv                | 1 – 2           | Nyva Vinnytsia      | 1 – 2  | 0 – 0   |
| Metalurh Nikopol             | 1 – 7           | Dnipro              | 1 – 3  | 0 – 4   |
| Vorskla Poltava              | 0 – 3           | Karpaty             | 0 – 0  | 0 – 3   |
| Polihraftekhnika             | 2 – 2 (1–4 dcr) | Zoria-MALS          | 2 – 0  | 0 – 2   |
| Metalurh K.                  | 3 – 3           | Bukovyna            | 3 – 1  | 0 – 2   |
| Stal' Alčevs'k               | 2 – 2           | Volyn'              | 2 – 1  | 0 – 1   |
| Desna Černihiv               | 3 – 4           | Torpedo Zaporižžja  | 1 – 0  | 2 – 4   |
| Naftokhimik                  | 1 – 3           | Temp Šepetivka      | 1 – 0  | 0 – 3   |
| Nyva-Borysfen                | 1 – 7           | Dinamo Kiev         | 1 – 3  | 0 – 4   |
| Veres Rivne                  | 3 – 1           | Metalist Kharkiv    | 3 – 0  | 0 – 1   |
| Lviv                         | 3 – 6           | Kremin' Kremenčuk   | 2 – 0  | 1 – 6   |
| Pokuttia Kolomyia            | 1 – 8           | Šachtar             | 0 – 1  | 1 – 7   |
| Prykarpat'e Ivano-Frankivs'k | 2 – 5           | Nyva Ternopil       | 1 – 1  | 1 – 4   |
| Skala Stryi                  | 3 – 5           | Tavria Simferopol   | 2 – 0  | 1 – 5   |

## Ottavi di finale
| Squadra 1           | Totale      | Squadra 2           | Andata | Ritorno |
| ------------------- | ----------- | ------------------- | ------ | ------- |
| Metalurh Zaporizhya | 0 – 4       | Čornomorec'         | 0 – 1  | 0 – 3   |
| Nyva Vinnytsia      | 3 – 4       | Dnipro              | 2 – 0  | 1 – 4   |
| Zorya-MALS          | 3 – 8       | Karpaty             | 2 – 2  | 1 – 6   |
| Volyn'              | 3 – 2       | Bukovyna Chernivtsi | 2 – 0  | 1 – 2   |
| Temp Šepetivka      | 2 – 3       | Torpedo Zaporižžja  | 2 – 1  | 0 – 2   |
| Veres Rivne         | 1 – 1 (gfc) | Dinamo Kiev         | 0 – 0  | 1 – 1   |
| Kremin' Kremenčuk   | 3 – 2       | Šachtar             | 2 – 1  | 1 – 1   |
| Nyva Ternopil       | 0 – 3       | Tavrija             | 0 – 0  | 0 – 3   |

## Quarti di finale
| Squadra 1          | Totale      | Squadra 2   | Andata | Ritorno |
| ------------------ | ----------- | ----------- | ------ | ------- |
| Dnipro             | 0 – 4       | Čornomorec' | 0 – 3  | 0 – 1   |
| Volyn'             | 2 – 3       | Karpaty     | 2 – 1  | 0 – 2   |
| Torpedo Zaporižžja | 2 – 2 (gfc) | Veres Rivne | 2 – 1  | 0 – 1   |
| Kremin' Kremenčuk  | 1 – 3       | Tavrija     | 0 – 1  | 1 – 2   |

## Semifinali
| Squadra 1 | Totale | Squadra 2   | Andata | Ritorno |
| --------- | ------ | ----------- | ------ | ------- |
| Karpaty   | 1 – 2  | Čornomorec' | 0 – 0  | 1 – 2   |
| Tavrija   | 2 – 0  | Veres Rivne | 2 – 0  | 0 – 0   |

## Finale
| Arbitro: | Serhiy Tatulyan (Kiev) |

|                                             |                      |                                |
| Parfionov Kulik Korniyets Telesnenko Suslov | Tiri di rigore 5 – 3 | Antiukhin Fursov Volkov Oparin |